# Cuicocha
Cuicocha (kichwa: Kuychi Kucha , "laguna de arco iris"  o Tsuish Kucha, "laguna de los Dioses") es una laguna localizada a 190 km, al norte de Quito, a una altitud de 3.068 m s. n. m.; es una caldera volcánica, cráter volcánico, al pie del volcán Cotacachi en la cordillera Occidental de los Andes ecuatorianos.

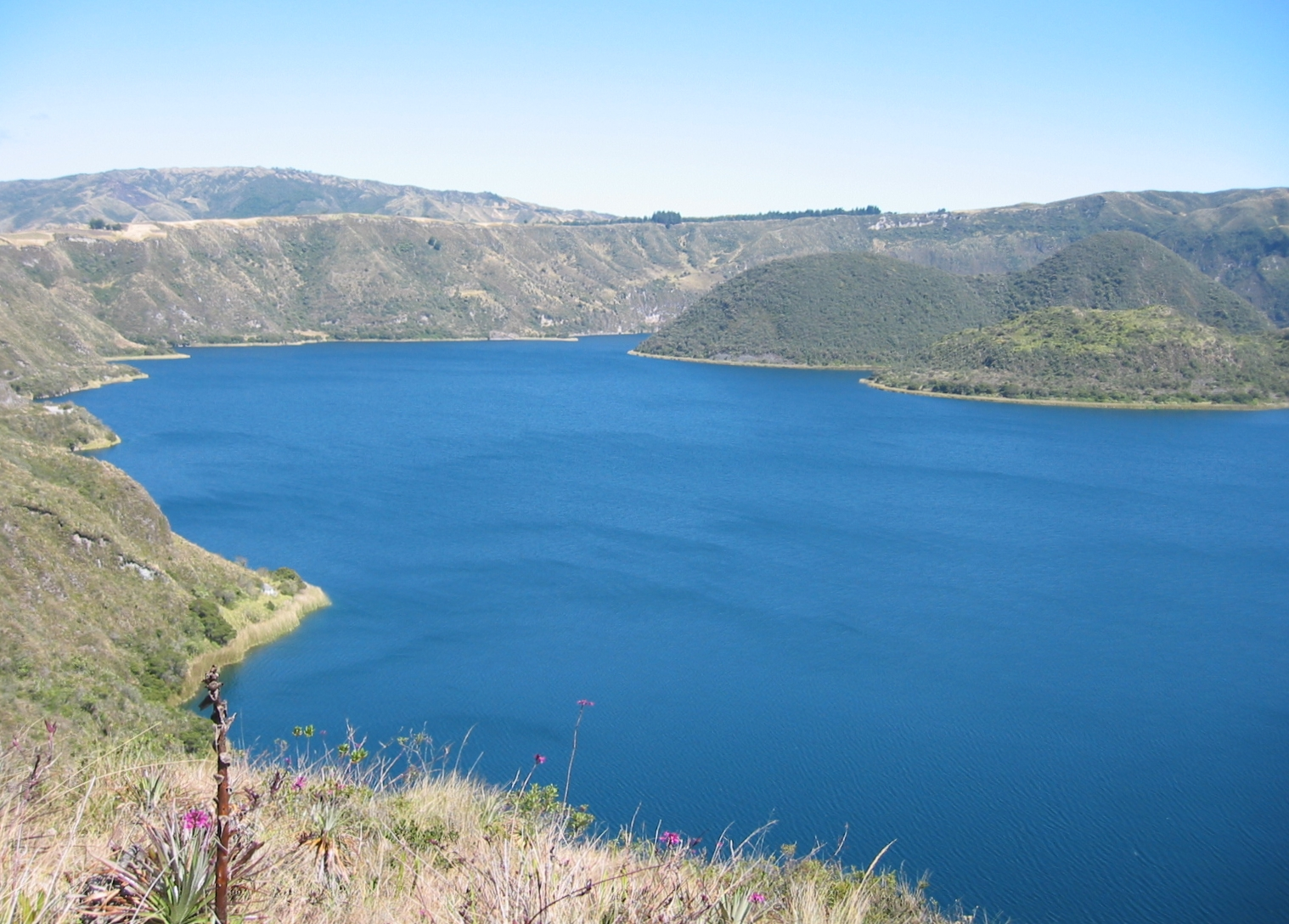
Vista del lago Cuicocha y las islas Yerovi y Teodoro Wolf un día despejado.

La caldera fue formada por una masiva erupción freática hace 3100 años generando 5 km³ de flujos piroclásticos y cubriendo la zona aledaña con una capa de ceniza volcánica de 20 cm.
El volcán ha permanecido inactivo desde entonces. Las erupciones del Cotacachi, Imbabura, Mojanda y Cayambe han generado un suelo fértil en el valle de Otavalo.
Dentro de la laguna de Cuicocha hay cuatro cúpulas de lava  que forman dos islas escarpadas cubiertas de bosque: la más pequeña denominada Yerovi, y la más grande, Teodoro Wolf, en honor al sabio alemán y descubridor.
El acceso a ambas islas es prohibido. Éstas están separadas por un canal llamado "Canal de los Ensueños", que forma parte del acantilado norte, una cúpula de lava cretácea más antigua, del pleistoceno.
El borde de la caldera es extremadamente pendiente de tal manera que la acumulación de sedimento es insuficiente para el desarrollo de abundante vegetación hidrófita. Sin embargo, las islas al interior de la caldera poseen una vegetación con más de 400 especies, entre las que se destacan: plantas medicinales, utilitarias y decorativas que forman el hábitat de mamíferos (como el oso de anteojos) y aves andinas, aunque sobre éstas se conoce poco.
Cuicocha se encuentra al extremo sur de la reserva ecológica Cotacachi-Cayapas. Durante el segundo día de Inti Raymi (Festival del Sol) cada solsticio de verano, los shamanes usan Cuicocha para baños  de purificación.